# Puissance régionale

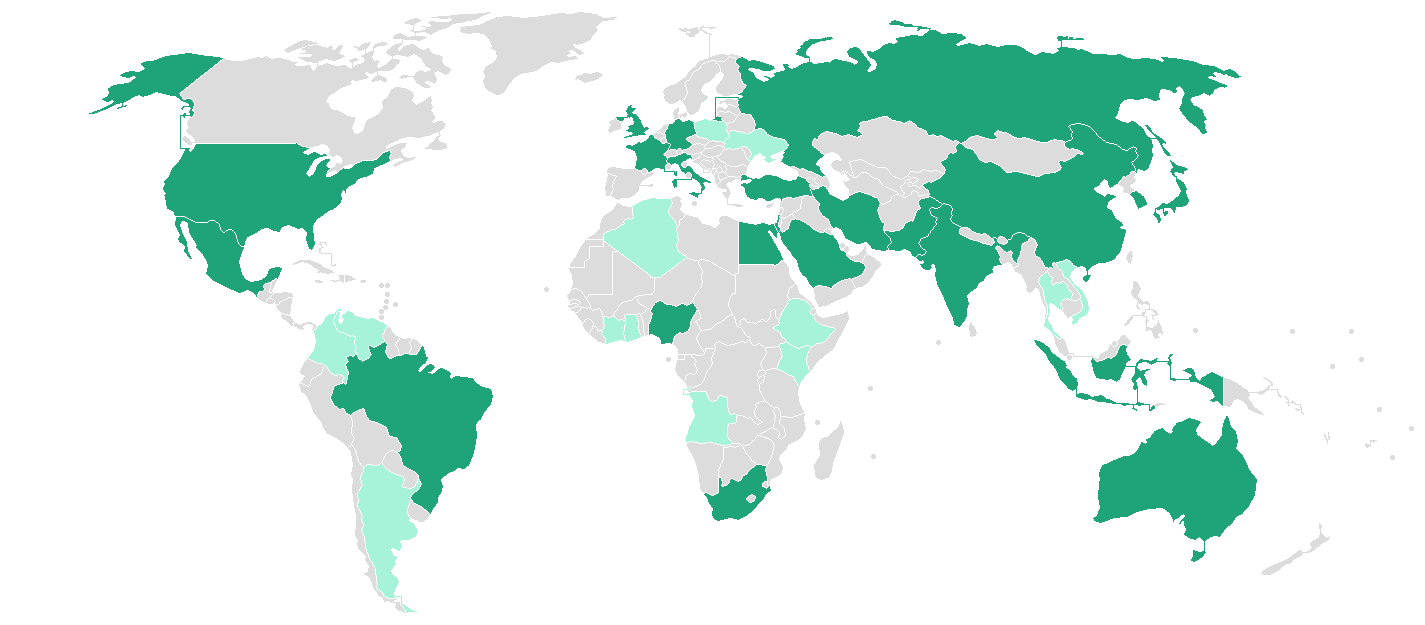
Carte montrant les puissances régionales par continent en 2012.

Une puissance régionale est dans le domaine des relations internationales un État qui détient un certain pouvoir et une influence inégalée sur une région donnée en matière d'économie et de forces armées. Le terme peut également être utilisé parfois en tant que synonyme de « moyenne puissance ».
Le German Institute of Global and Area Studies précise qu'une puissance régionale doit :
- faire partie d'une région définissable avec sa propre identité (nation) ;
- avoir la prétention d'être une puissance régionale ;
- exercer une influence décisive sur l'extension géographique de la région ainsi que sur sa politique étrangère ;
- disposer d'un potentiel militaire, économique, démographique, politique et idéologique relativement élevé ;
- être bien intégré dans la région ;
- collaborer à la sécurité de la région ;
- être considérée comme une puissance régionale par d'autres puissances de la région et au-delà ;
- être bien connectée avec les instances régionales (par exemple : l'ASEAN, Ligue arabe etc) et mondiales[1].

Une puissance régionale existe aussi par la volonté qui est la sienne d'être une puissance, par sa capacité d'« établir des alliances « non intrusives » (alliance avec une plus grande puissance fixant elle-même les objectifs pour tous ses membres) » et la possibilité qu'elle a de « conserver son indépendance ainsi que son autonomie stratégique et diplomatique ». 

## Liste des puissances régionales présumées
| Amérique : - Brésil - États-Unis - Argentine Asie de l'Est : - Chine - Japon - Corée du Sud - Corée du Nord Europe de l'Ouest: - Allemagne - France - Italie - Royaume-Uni Europe de l'Est : - Pologne | Eurasie : - Russie - Turquie Moyen-Orient : - Égypte, - Iran - Israël - Arabie saoudite Océanie : - Australie Asie du Sud : - Inde - Pakistan Asie du Sud-Est : - Indonésie Indochine : - Thaïlande - Viêt Nam | Afrique Centrale: - Nigeria Afrique Australe : - Afrique du Sud Afrique de l'Ouest : - Côte d'Ivoire Afrique de l'Est : - Éthiopie Afrique du Nord : - Égypte |